# Рябка (Петриковский район)
Рябка (бел. Рабка) — деревня в Грабовском сельсовете Петриковского района Гомельской области Беларуси.
Кругом лес.

## География

### Расположение
В 30 км на северо-запад от Петрикова, 10 км от железнодорожной станции Копцевичи (на линии Лунинец — Калинковичи), 198 км от Гомеля.

## Транспортная сеть
Транспортные связи по просёлочной, затем автомобильной дороге Лунинец — Калинковичи. Планировка состоит из короткой прямолинейной улицы близкой к меридиональной ориентации, застроенной деревянными усадьбами.

## История
Основана в начале XX века переселенцами из соседних деревень, в Грабовской волости Мозырского уезда Минской губернии. В 1931 году организован колхоз. Во время Великой Отечественной войны в ноябре 1942 года оккупанты полностью сожгли деревню и убили 9 жителей. 13 жителей погибли на фронте. Согласно переписи 1959 года в составе колхоза «Победа» (центр — деревня Грабов).

## Население

### Численность
- 2004 год — 10 хозяйств, 14 жителей.

### Динамика
- 1917 год — 78 жителей.
- 1921 год — 12 дворов.
- 1940 год — 31 двор, 124 жителя.
- 1959 год — 141 житель (согласно переписи).
- 2004 год — 10 хозяйств, 14 жителей.